# Публий Элий Криспин
Публий Элий Криспин (лат. Publius Aelius Crispinus) — римский государственный деятель второй половины II века.

## Биография
Криспин происходил из города Флавия Сольва в провинции Норик. Его карьера известна из надписи, обнаруженной в Бир-Селмуне в Алжире. Криспин начал службу в армии как простой солдат, достиг звания центуриона и дважды был примипилом. После этого он был назначен прокуратором (управляющим императорским имуществом) Тарраконской Испании, затем прокуратором (наместником) Мавретании Тингитанской. Надпись, обнаруженная в Волюбилисе в современном Марокко, позволяет датировать его пребывание в должности 173 годом. Затем Криспин вернулся в Рим, где был назначен на пост procurator vicesima hereditatium, то есть ответственным за сбор 5%-го налога на наследство. Затем Публий был прокуратором, занимающимся вопросами наследования. Последней известной должностью Криспина была должность прокуратора Мавретании Цезарейской, которую он занимал между 176 и 180 годом.
Больше о нём нет никаких сведений.